# 西都台町
西都台町（せいとだいちょう）は静岡県浜松市中央区の町名。丁番を持たない単独町名である。住居表示実施済。

## 地理
浜松市中央区の中西部に位置する。東・北で西鴨江町、西で志都呂町、南で志都呂一丁目と接する。

### 学区
小学校・中学校の学区は以下の通りである。
- 浜松市立西都台小学校
- 浜松市立入野中学校

## 歴史

### 沿革
- 2013年（平成25年）11月1日 - 住居表示の実施に伴い、西区志都呂町及び西鴨江町の各一部を合わせて西都台町を新設[WEB 8]。
- 2024年（令和6年）1月1日 - 浜松市の行政区再編により、西都台町は中央区の一部となる。

## 施設
- 西都西鴨江公園

## 交通

### 道路
- 浜松市道西伊場志都呂1号線（雄踏街道）

## その他

### 警察
警察の管轄区域は以下の通りである。
| 番・番地等 | 警察署       | 交番・駐在所 |
| ---------- | ------------ | ------------ |
| 全域       | 浜松西警察署 | 入野交番     |

### 消防
消防の管轄区域は以下の通りである。
| 番・番地等 | 消防署   | 本署/出張所  |
| ---------- | -------- | ------------ |
| 全域       | 西消防署 | 大平台出張所 |

### WEB
1. ↑  “setaisu-jinkousu_area_r06-01.pdf”.   浜松市 (2024年1月1日). 2024年7月22日閲覧。
2. ↑  “chuouku_menseki.xlsx”.   浜松市 (2024年3月12日). 2024年7月22日閲覧。
3. ↑  “静岡県 浜松市中央区 西都台町の郵便番号 - 日本郵便”.   日本郵便. 2025年2月15日閲覧。
4. ↑  “市外局番の一覧”.   総務省 (2022年3月1日). 2024年7月22日閲覧。
5. ↑  “事業所案内及び管轄地域（事務所3件、分室3件）”.   一般社団法人静岡県自動車会議所. 2024年7月22日閲覧。
6. ↑  “zissiitiran1.pdf”.   浜松市 (2024年1月4日). 2024年7月22日閲覧。
7. ↑  “学校名から探す／浜松市”.   浜松市 (2024年1月1日). 2024年7月22日閲覧。
8. ↑  “zissizennzi.pdf”.   浜松市 (2024年1月4日). 2024年7月22日閲覧。
9. ↑  “入野交番｜静岡県警察”.   静岡県警察 (2024年1月1日). 2024年7月22日閲覧。
10. ↑  “消防署の町別管轄「せ」／浜松市”.   浜松市 (2020年3月25日). 2024年7月22日閲覧。